# Guilherme Berenguer
Guilherme Berenguer Santiago (Recife, 20 de setembro de 1980) é um publicitário, ator e apresentador brasileiro. Desde 2012 vive em Los Angeles, nos Estados Unidos, onde trabalha com produção de publicidade.

## Biografia
Desde criança, Guilherme gostava de brincar de teatro de rua, com seus amigos. Aos 14 anos não tinha uma boa forma física, e decidiu então emagrecer, começando então a praticar e tomar gosto por esportes. Até hoje pratica esportes como natação e corrida. Aos 17 anos, tendo emagrecido bastante, fez diversos desfiles, e ainda um curso de teatro em sua cidade. Então em 1998, decidiu ir morar na cidade de São Paulo, em busca de melhores oportunidades artísticas, entrou numa agência, fazendo publicidade como capas de revistas, desfiles, comerciais para TV. Assim, participou do Grupo de Teatro da USP, trabalhou como professor de inglês. A repercussão do trabalho como modelo lhe trouxe a oportunidade de ir para o Japão, onde foi convidado para realizar mais campanhas. Quando voltou para o Brasil, fez mais um curso de teatro, em São Paulo, Teatro Escola Célia Helena participou de duas peças teatrais, uma delas a Desce do muro moleca e um filme curta-metragem chamado De Morango.
Participou de diversos testes para entrar em Malhação, até que foi escolhido para representar o papel de Gustavo, protagonista da série, em 2004. Esse papel lhe rendeu grande impulso na carreira no Brasil e em Portugal. Desde então mudou-se para o Rio de Janeiro. Participou da telenovela Bang Bang como Neon Bullock. E participou também de Sinhá Moça, como Eduardo Tavares. Após o término da telenovela em 2006, Guilherme foi convidado para apresentar o Globo Ecologia. Em 2007 Guilherme se dedicou ao Globo Ecologia e a sua faculdade de cinema. Em 2008 voltou às telenovelas como o tenente João Teixeira, em Desejo Proibido. Em 2009 deu vida ao jovem publicitário Ricardo Bidauska, que após tentativas frustradas em busca  de trabalho no Rio de Janeiro, resolve ir para a cidade de seu amigo peão. Em 4 de novembro de 2010 assinou contrato com a Rede Record e protagonizou a novela Vidas em Jogo. Em 2012 mudou-se para Los Angeles, nos Estados Unidos. Em 2025 foi confirmado como protagonista da série bíblica da Record "A Vida de Jó". 

## Vida pessoal
Em 2007 começou a namorar a psicóloga Bianca Cardoso, com quem se casou em 11 de junho de 2009. Em 22 de maio de 2013 nasceu seu filho Sebastian e em 1 de junho de 2016 sua filha Rebecca. Identifica-se como protestante e frequenta a Bola de Neve Church.

## Filmografia

### Televisão
| Ano       | Título               | Personagem               | Notas                                    |
| --------- | -------------------- | ------------------------ | ---------------------------------------- |
| 2004–2005 | Malhação             | Gustavo da Costa Soares  | Temporadas 11–12                         |
| 2005      | Bang Bang            | Neon Bullock             |                                          |
| 2006–2009 | Globo Ecologia       | Apresentador             |                                          |
| 2006      | Sinhá Moça           | Eduardo Tavares          |                                          |
| 2006      | Dança dos Famosos    | Participante             | Temporada 3                              |
| 2007      | Casseta & Planeta    | Ele mesmo                | Episódio: "28 de março"                  |
| 2007      | Sob Nova Direção     | Luan                     | Episódio: "Cuidado com os Gêmeos"        |
| 2007      | Guerra e Paz         | Frajola                  | Especial de fim de ano                   |
| 2008      | Casos e Acasos       | Marcelo                  | Episódio: "O Colchão, a Mala e a Balada" |
| 2008      | Desejo Proibido      | João Antônio Teixera     |                                          |
| 2009      | Deu a Louca no Tempo | Bruno                    |                                          |
| 2009      | Paraíso              | Ricardo Bidauska         |                                          |
| 2011      | Vidas em Jogo        | Francisco Pereira Moraes |                                          |
| 2013      | Casamento Blindado   | Antonio Carlos           | Especial de fim de ano                   |
| 2014      | Milagres de Jesus    | Uriel                    | Episódio: "Cura do Cego de Nascença"     |
| 2025      | A Vida de Jó         | Jó                       |                                          |

### Cinema
| Ano  | Título                                   | Personagem       | Notas          |
| ---- | ---------------------------------------- | ---------------- | -------------- |
| 2003 | De Morango                               | Nelson           | Curta-metragem |
| 2006 | O Cavaleiro Didi e a Princesa Lili       | Juan             |                |
| 2009 | Flordelis - Basta uma Palavra para Mudar | Adriano          |                |
| 2013 | Tainá 3 - A Origem                       | Vitor (Jurupari) |                |

## Teatro
| Ano  | Título                           | Papel                 |
| ---- | -------------------------------- | --------------------- |
|      | Desce do Muro, Moleca            | Moleque               |
| 2005 | Beijo na Boca (peça em Portugal) | Escadinha             |
| 2006 | Livro Secreto                    | Thomas Dudley         |
| 2010 | Urucubaca                        | Participação Especial |

## Prêmios e indicações
| Ano  | Prêmio                                   | Categoria                   | Novela   | Resultado |
| ---- | ---------------------------------------- | --------------------------- | -------- | --------- |
| 2004 | Capricho Awards                          | Gato Nacional               | Malhação | Indicado  |
| 2004 | Melhores do Ano                          | Ator Revelação              | Malhação | Venceu    |
| 2004 | Prêmio Qualidade Brasil - Rio de Janeiro | Melhor Ator Revelação de TV | Malhação | Indicado  |
| 2004 | Prêmio Qualidade Brasil - São Paulo      | Melhor Ator Revelação de TV | Malhação | Indicado  |